# Miloš Srejović
Miloš Srejović (12. dubna 1956) je bývalý jugoslávský atlet, specialista na trojskok, mistr Evropy z roku 1978.
Na juniorském evropském šampionátu v roce 1975 vybojoval v trojskoku bronzovou medaili. Životního úspěchu dosáhl na evropském šampionátu v Praze v roce 1978, kde v této disciplíně zvítězil, když o 1 centimetr porazil legendárního sovětského atleta Viktora Sanějeva. Jeho osobní rekord 17.01 m pochází z roku 1981.